# Soledad, un destino sin amor
Soledad, un destino sin amor era una telenovela argentina producida y dirigida para Canal 9 (hoy Elnueve), emitida en 1970 hasta 1971. Fue protagonizada por Marta González y Miguel Bermúdez, como también con Stella Maris Closas en el rol antagónico. Además contó con las participaciones estelares de Delfy de Ortega, Francisco de Paula y Héctor Gance.

## Elenco
- Marta González - Soledad
- Miguel Bermúdez - Carlos del Valle
- Stella Maris Closas - Lolita
- Delfy de Ortega - Clemencia
- Francisco de Paula - Emiliano
- Héctor Gance - Leonardo
- César André - Eduardo
- Beatriz Iribar - Sor Matilde
- Claudio Levrino - Ricardo
- Constanza Maral - Ramona
- Jorge Morales - Alberto
- Fernando Morán - Ernesto
- Mario Moretz - Sacerdote
- Rodolfo Onetto - García
- Joaquín Piñón - Juancho
- Teresa Pittaluga - Sara
- Josefina Ríos - Teresa
- Marta Roldán - Esther
- Alita Román - Francisca
- Virginia Romay
- Enrique Talión - Pascual

## Equipo de producción
- Historia: Alejandro Hurtado Terán
- Adaptación: Raúl Delgado Cué
- Escenografía: Juan José Urbini
- Iluminación: Juan Carlos Suarez - Angel Giménez
- Asistente de dirección: Darío Güibergia
- Dirección: Alberto Rinaldi y Gerardo González
- Productor: Gerardo González

## Versiones
- Soledad (1969): Dirigida por Grazio D'Angelo para Venevisión, y protagonizada por América Alonso y Jorge Félix.

- Por amarte tanto (1993): Producida por Aimara Escobar para Venevisión, y protagonizada por Viviana Gibelli y Jean Carlo Simancas.